# Артышта
Артышта́ — посёлок в Кемеровской области России. Входит (с 21 сентября 2022 года) в Каменно-Ключевской территориальный отдел Прокопьевского муниципального округа. В 1964—2004 гг. посёлок городского типа

## География
Посёлок расположен на одноимённой реке Артыште. Железнодорожные станции Артышта I (с 1926 года), Артышта II (с 1952 года). Узел железнодорожных линий на Барнаул, Новокузнецк через Прокопьевск, Белово, Томусинскую и Новокузнецк через Полосухино.

## История
При станции Артышта на линии Юрга — Таштагол возник в 1926 году посёлок, в 3 км от которого в 1952 году построена станция Артышта II, которая лежит на линии Алтайская — Томусинская. На базе поселка, а также соседних деревень образован поссовет в 1964 гоу. В 1948 году работала железнодорожная школа.
В 2022 году работники Новокузнецкого производственного участка на станции Артышта I вынесли на обочину железнодорожного пути островную пассажирскую платформу засыпного типа и смонтировали платформу продувного типа из железобетонных плит.
До 2004 года входил в Беловский горсовет, с 2004 по 2022 годы входил в Краснобродский городской округ. С 2022 года находится в Прокопьевском муниципальном округе.

## Население
| 1970 | 1979  | 1989  | 2002  | 2010  |
| ---- | ----- | ----- | ----- | ----- |
| 4319 | ↘3406 | ↗3539 | ↘3169 | ↘2780 |

## Экономика
Предприятия железнодорожного транспорта: локомотивное депо, пункт технического обслуживания локомотивов (ПТОЛ), сервисный участок. Существует малый завод по изготовлению древесины, а также фермерское хозяйство (выращивание пшеницы). Одна из первых в России котельных, работающая на каталитическом сжигании угольного топлива.

## Организации
- Школа; 29 муниципальная (ранее № 163 РЖД), филиал школы-интерната № 19 РЖД, церковь Благовещения Божией Матери.